# Skilanglauf-Far-East-Cup 2014/15
Der Skilanglauf-Far-East-Cup  2014/15 war eine von der FIS organisierte Wettkampfserie, die zum Unterbau des Skilanglauf-Weltcups 2014/15 gehört. Sie begann am 17. Dezember 2014 in Pyeongchang und endete am 4. Februar 2015 ebenfalls in Pyeongchang.  Die Gesamtwertung bei den Männern gewann Kaichi Naruse. Er siegte bei zwei von neun Rennen. Bei den Frauen wurde Yuki Kobayashi in der Gesamtwertung erste, die fünf der insgesamt neun Rennen gewann.

## Männer

### Resultate
| Datum             | Austragungsort | Disziplin       | Sieger               | Zweiter              | Dritter           |
| ----------------- | -------------- | --------------- | -------------------- | -------------------- | ----------------- |
| 17. Dezember 2014 | Pyeongchang    | 10 km klassisch | Takatsugu Uda        | Kentaro Ishikawa     | Kaichi Naruse     |
| 18. Dezember 2014 | Pyeongchang    | 15 km Freistil  | Takatsugu Uda        | Naoto Baba           | Tomuya Tanaka     |
| 26. Dezember 2014 | Otoineppu      | 10 km klassisch | Keishin Yoshida      | Akira Lenting        | Hiroyuki Miyazawa |
| 27. Dezember 2014 | Otoineppu      | 10 km Freistil  | Keishin Yoshida      | Akira Lenting        | Tomuya Tanaka     |
| 6. Januar 2015    | Sapporo        | 10 km klassisch | Akira Lenting        | Keishin Yoshida      | Hiroyuki Miyazawa |
| 7. Januar 2015    | Sapporo        | Sprint Freistil | Nobuhito Kashiwabara | Yūichi Onda          | Akira Lenting     |
| 8. Januar 2015    | Sapporo        | 10 km Freistil  | Keishin Yoshida      | Akira Lenting        | Kaichi Naruse     |
| 3. Februar 2015   | Pyeongchang    | 10 km klassisch | Kaichi Naruse        | Nobuhito Kashiwabara | Kim Min-woo       |
| 4. Februar 2015   | Pyeongchang    | 15 km Freistil  | Kaichi Naruse        | Nobuhito Kashiwabara | Cho Yong-jin      |

### Gesamtwertung Männer
| Rang | Name                 | Punkte |
| ---- | -------------------- | ------ |
| 1    | Kaichi Naruse        | 510    |
| 2    | Nobuhito Kashiwabara | 480    |
| 3    | Takatsugu Uda        | 417    |
| 4    | Akira Lenting        | 400    |
| 5    | Keishin Yoshida      | 380    |
| 6    | Tomuya Tanaka        | 241    |
| 7    | Jumpu Nishida        | 208    |
| 8    | Hiroyuki Miyazawa    | 201    |
| 9    | Tomoki Satou         | 175    |
| 10   | Kentaro Ishikawa     | 164    |
| 11   | Takuma Muraji        | 158    |
| 12.  | Naoto Baba           | 156    |
| 13.  | Akihito Uda          | 130    |
| 14.  | Yūichi Onda          | 129    |
| 15.  | Hwang Jun-ho         | 125    |
| 16.  | Junichi Igawa        | 118    |
| 16.  | Kim Min-woo          | 118    |
| 18.  | Kōhei Shimizu        | 117    |
| 19.  | Park Seong-beom      | 116    |
| 20.  | Hikari Fujinoki      | 110    |
| 21.  | Yosuke Kobayashi     | 106    |
| 22.  | Jun Ishikawa         | 97     |
| 23.  | Cho Yong-jin         | 95     |
| 24.  | Lee Jae-bong         | 90     |
| 25.  | Jeong Jong-won       | 89     |
| 26.  | Ha Tae-bok           | 88     |
| 27.  | Yuji Homma           | 77     |
| 28.  | Yuma Yoshida         | 70     |
| 29.  | Jung Eui-myung       | 68     |

| Rang | Name             | Punkte |
| ---- | ---------------- | ------ |
| 29.  | Kim Jeong-min    | 68     |
| 31.  | Kim Eun-ho       | 67     |
| 32.  | Park Sang-yong   | 59     |
| 33.  | Masato Tanaka    | 52     |
| 34.  | Takahiro Suzuki  | 50     |
| 35.  | Takeo Hoshina    | 47     |
| 35.  | Lee Ho-jin       | 47     |
| 37.  | Kim Min-uk       | 45     |
| 37.  | Daiki Kuriyama   | 45     |
| 39.  | Kim Dae-hyun     | 44     |
| 40.  | Tsuyoshi Iikuza  | 41     |
| 40.  | Masaya Kimura    | 41     |
| 42.  | Tatsuki Itabashi | 39     |
| 43.  | Kotaro Ichimura  | 36     |
| 44.  | Shouhei Kodama   | 35     |
| 45.  | Kim Hyun-woo     | 32     |
| 46.  | Cho Bum-ki       | 29     |
| 46.  | Lee Geon-yong    | 29     |
| 46.  | Daichi Nishida   | 29     |
| 49.  | Kim Dong-hyun    | 27     |
| 50.  | Byun Joo-young   | 25     |
| 51.  | Toshiro Nagai    | 24     |
| 52.  | Hwang Ho-cheol   | 23     |
| 53.  | Ryosuke Kamimura | 22     |
| 54.  | Taisei Gotou     | 20     |
| 54.  | Yuji Kojima      | 20     |
| 56.  | Cho Young-chan   | 19     |
| 56.  | Taichi Sato      | 19     |
| 58.  | Keita Yumoto     | 18     |

| Rang | Name                | Punkte |
| ---- | ------------------- | ------ |
| 59.  | Choi Chul-gyu       | 16     |
| 60.  | Shohei Ookawa       | 15     |
| 61.  | Takuya Abe          | 14     |
| 61.  | Kim Nam-Hyeok       | 14     |
| 63.  | Hong Yeon-ki        | 12     |
| 63.  | Munefumi Kodama     | 12     |
| 65.  | Jeon Jong-yeon      | 11     |
| 66.  | Tsutomu Sasaki      | 10     |
| 67.  | Akihito Watanabe    | 8      |
| 67.  | Woo Gyoung-Jin      | 8      |
| 69.  | Eom Dae-ho          | 7      |
| 69.  | Masatoshi Hachisuka | 7      |
| 71.  | Toshifumi Sakuraba  | 6      |
| 72.  | Yuhei Fujita        | 5      |
| 72.  | Hironori Kojima     | 5      |
| 74.  | Asahi Fukuda        | 4      |
| 74.  | Yosuke Kasuga       | 4      |
| 74.  | Lee Young-wook      | 4      |
| 74.  | Masatoshi Shimada   | 4      |
| 78.  | Kota Imamura        | 3      |
| 78.  | Takuma Kato         | 3      |
| 78.  | Kim Seon-min        | 3      |
| 81.  | Yuki Aono           | 2      |
| 81.  | Takayuki Mochizuki  | 2      |
| 81.  | Mizuki Okada        | 2      |
| 81.  | Ataru Uchida        | 2      |
| 85.  | Kang Yun-o          | 1      |
| 85.  | Yosuke Shibui       | 1      |

## Frauen

### Resultate
| Datum             | Austragungsort | Disziplin       | Sieger              | Zweiter             | Dritter         |
| ----------------- | -------------- | --------------- | ------------------- | ------------------- | --------------- |
| 17. Dezember 2014 | Pyeongchang    | 5 km klassisch  | Yuki Kobayashi      | Michiko Kashiwabara | Yukari Tanaka   |
| 18. Dezember 2014 | Pyeongchang    | 10 km Freistil  | Yuki Kobayashi      | Michiko Kashiwabara | Lee Chae-won    |
| 26. Dezember 2014 | Otoineppu      | 5 km klassisch  | Masako Ishida       | Yuki Kobayashi      | Sumiko Ishigaki |
| 27. Dezember 2014 | Otoineppu      | 5 km Freistil   | Yuki Kobayashi      | Masako Ishida       | Yukari Tanaka   |
| 6. Januar 2015    | Sapporo        | 5 km klassisch  | Yuki Kobayashi      | Sumiko Ishigaki     | Naoko Azegami   |
| 7. Januar 2015    | Sapporo        | Sprint Freistil | Michiko Kashiwabara | Yuki Kobayashi      | Naoko Azegami   |
| 8. Januar 2015    | Sapporo        | 5 km Freistil   | Yuki Kobayashi      | Sumiko Ishigaki     | Yukari Tanaka   |
| 3. Februar 2015   | Pyeongchang    | 5 km klassisch  | Lee Chae-won        | Je Sang-mi          | Ju Hye-ri       |
| 4. Februar 2015   | Pyeongchang    | 10 km Freistil  | Lee Chae-won        | Je Sang-mi          | Ju Hye-ri       |

### Gesamtwertung Frauen
| Rang | Name                | Punkte |
| ---- | ------------------- | ------ |
| 1    | Yuki Kobayashi      | 660    |
| 2    | Lee Chae-won        | 434    |
| 3    | Sumiko Ishigaki     | 401    |
| 3    | Michiko Kashiwabara | 401    |
| 5    | Yukari Tanaka       | 339    |
| 6    | Naoko Azegami       | 284    |
| 7    | Kozue Takizawa      | 245    |
| 8    | Yuka Otsuka         | 216    |
| 9    | Je Sang-mi          | 210    |
| 10   | Chisa Ōbayashi      | 209    |
| 11   | Masako Ishida       | 180    |
| 12.  | Ju Hye-ri           | 179    |
| 13.  | Maki Ohdaira        | 159    |
| 14.  | Nam Seul-gi         | 126    |
| 15.  | Narumi Hando        | 122    |
| 16.  | Lee Yeong-ae        | 120    |
| 17.  | Bae Min-ju          | 119    |
| 18.  | Yoo Dan-bi          | 117    |
| 19.  | Chihiro Kasahara    | 105    |
| 20.  | Chinatsu Takeda     | 100    |

| Rang | Name            | Punkte |
| ---- | --------------- | ------ |
| 21.  | Yu Kaisaka      | 94     |
| 22.  | Kim Eun-ji      | 82     |
| 22.  | Kim Bo-ra       | 82     |
| 24.  | Han Da-som      | 81     |
| 25.  | Asuka Hachisuka | 76     |
| 26.  | Choe Chin-ae    | 73     |
| 27.  | Kim Eu-jin      | 68     |
| 28.  | Shin Ji-soo     | 63     |
| 29.  | Hikari Miyazaki | 59     |
| 30.  | Kana Hosoya     | 58     |
| 30.  | Um Da-young     | 58     |
| 32.  | Kim Eu-gene     | 57     |
| 33.  | Kyoko Ariji     | 55     |
| 34.  | Kirari Tanaka   | 50     |
| 35.  | Yuka Igareshi   | 47     |
| 36.  | Kang Hyun-kyung | 46     |
| 37.  | Juri Yonekura   | 45     |
| 38.  | Mo Min-ji       | 43     |
| 39.  | Yuki Matsudate  | 39     |
| 39.  | Manami Murata   | 39     |

| Rang | Name            | Punkte |
| ---- | --------------- | ------ |
| 41.  | Yuka Watanabe   | 37     |
| 42.  | Cha Jae-in      | 36     |
| 43.  | Asami Sato      | 35     |
| 44.  | Airi Nakajima   | 32     |
| 45.  | Hikaru Fukuda   | 31     |
| 46.  | Kim Hee-yeon    | 30     |
| 47.  | Cha I-re        | 29     |
| 48.  | Miho Konta      | 23     |
| 49.  | Chika Kobayashi | 19     |
| 49.  | Sora Takizawa   | 19     |
| 51.  | Yui Sakai       | 18     |
| 51.  | Yuka Shigeta    | 18     |
| 53.  | Miki Kodama     | 16     |
| 54.  | Megumi Daimaru  | 11     |
| 55.  | Rika Ishiyama   | 7      |
| 56.  | Rin Sobue       | 6      |
| 57.  | Marie Takagi    | 5      |
| 58.  | Tomoni Ito      | 4      |
| 59.  | Sayaka Yamaishi | 2      |
| 60.  | Chiho Sugai     | 1      |